# 马泰奥·里佐
马泰奥·里佐（義大利語：Matteo Rizzo，1998年9月5日—），意大利花样滑冰运动员，2018年世界青年锦标赛男子单人滑铜牌得主、2019年欧洲锦标赛男子单人滑铜牌得主、2019年大冬会男子单人滑金牌得主、2023年欧洲锦标赛男子单人滑银牌得主。